# David Gill (prawnik)

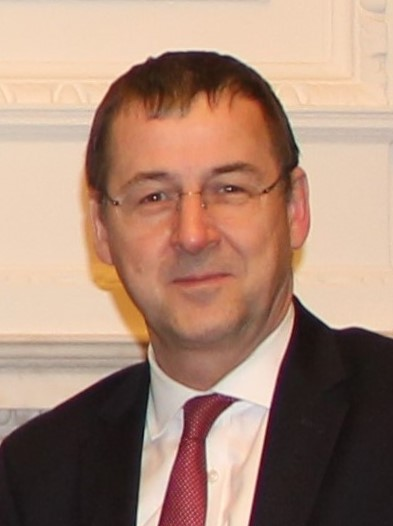
Gill (2024).

David Gill (ur. 2 marca 1966 w Schönebeck) – prawnik administracyjny i były szef Federalnego Biura Prezydenta Joachima Gaucka.

## Życiorys
David Gill dorastał w Herrnhut. Jest jednym z siedmiorga dzieci biskupa herrnhutów Theodora Gilla. Po ukończeniu szkoły średniej i praktycznej nauce zawodu hydraulika zdał maturę w gimnazjum prowadzonym przez kościół ewangelicki w Poczdamie-Hermannswerder. Ta matura jednak w NRD upoważniała jedynie do podjęcia studiów teologicznych na uczelniach kościelnych, które rozpoczął w Berlinie wschodnim. W trakcie pokojowej rewolucji został na początku 1990 roku przewodniczącym Komitetu Obywateli ds. rozwiązania centrali Ministerstwa Bezpieczeństwa Państwowego w Berlinie.
Został bliskim współpracownikiem Joachima Gaucka podczas tworzenia Urzędu Pełnomocnika Federalnego ds. Akt Stasi i między innymi jego pierwszym rzecznikiem prasowym. W 1991 roku wyróżniono go razem z Christianem Führerem, Joachimem Gauckiem, Anettą Kahane, Ulrike Poppe i Jensem Reichem jako „pokojowych demonstrantów jesieni 1989 roku w byłej NRD” medalem Theodora Heussa.
W 1992 roku opuścił urząd i rozpoczął studia prawnicze. Podczas rocznego pobytu za granicą na Uniwersytecie Pensylwanii w Filadelfii w 1998 r. uzyskał tytuł magistra prawa (LL.M.). Po powrocie do Niemiec zdał egzamin drugiego stopnia dla prawników (Zweites Juristisches Staatsexamen) w 2000 roku. Następnie pracował jako referent w Federalnym Ministerstwie Spraw Wewnętrznych.
Na początku 2004 r. został mianowany przez Radę Kościoła Ewangelickiego w Niemczech (EKD) na zastępcę pełnomocnika Rady EKD w Republice Federalnej Niemiec i Unii Europejskiej. Pełnomocnikiem do 2008 r. był Stephan Reimers.
Po nominacji Joachima Gaucka jako kandydata na urząd prezydenta Niemiec David Gill przejął kierownictwo jego biur przejściowych. W dniu 19 marca 2012 r. został powołany przez Joachima Gaucka na sekretarza stanu i tym samym był szefem urzędu. Po wyborze Franka-Waltera Steinmeiera na prezydenta Niemiec w lutym 2017 r. David Gill przeszedł w stan spoczynku. Jego następcą został Stephan Steinlein.
Żona Gilla, Sheila, jest Amerykanką. Para ma dwie córki. Gill jest członkiem SPD. Obecnie jest Konsulem Generalnym Niemieckiego Konsulatu Generalnego w Nowym Jorku.

## Odznaczenia
- Order Krzyża Ziemi Maryjnej I klasy (Estonia, 2013)[10]